# Joel Bwalya
Joel Bwalya (24 ottobre 1972) è un ex calciatore zambiano, di ruolo centrocampista.

## Carriera

### Club
Ha giocato nel massimo campionato zambiano e in quello belga.

### Nazionale
Con la maglia della Nazionale ha disputato due edizioni della Coppa d'Africa, giungendo al secondo posto nel 1994 e al terzo posto nel 1996.